# Повало-Швейковские
Повало-Швейковские (Повало-Швыйковские) — древний дворянский род польского происхождения.
Род внесён в VI и II части родословных книг губерний Смоленской, Тверской и Псковской.

## История рода
Родоначальник польский шляхтич Иван Швейковский герба Повала. Его сын Владимир Иванович Повало-Швейковский († 1690) вступили в русское подданство после покорения Смоленска (1655). Брат его Денис († 1694) и сын Фёдор были стольниками и генералами над смоленской шляхтой.

## Описание герба
Вариант герба Огоньчик, которым пользовался род пол. Powała:
В щите, имеющем красное поле изображена серебряная стрела, остроконечием вверх обращённая и под ней золотая луна, рогами вниз.
Щит увенчан дворянскими шлемом и короною, над коею две поднятые вверх руки. Намёт на щите красный, подложенный серебром. Герб рода Повало-Швейковских внесён в Часть 10 Общего гербовника дворянских родов Всероссийской империи, стр. 24

## Известные представители
- Повало-Швейковский, Александр Николаевич (1834—1903) — военный губернатор Ферганской области, генерал-лейтенант.
- Повало-Швейковский, Иван Семёнович (1787—1845) — декабрист, полковник (1816), командир Саратовского пехотного полка.
- Повало-Швейковский, Николай Захарьевич (1753 — не ранее 1835) — капитан Второго гренадерского полка, участник подавления восстания Пугачёва. Пушкин воспользовался воспоминаниями Повало-Швейковского и упомянул о нем в «Истории Пугачева».
- Повало-Швейковский, Николай Павлович (1822 — не ранее 1876) — участник Крымской войны, контр-адмирал (1876).
- Повало-Швейковский, Христофор Христофорович (1789—1848) — — тобольский и олонецкий гражданский губернатор, действительный статский советник.
- Повало-Швейковский, Яков Иванович (1750—1807) — генерал от инфантерии, действительный тайный советник, участник Итальянского и Швейцарского походов А. В. Суворова.